# 東京ゲームショウ
東京ゲームショウ（とうきょうゲームショウ、TOKYO GAME SHOW）は、コンピュータエンターテインメント協会（CESA）の主催によって年に一度開催される、コンピュータゲームをはじめとするコンピューターエンタテイメントの総合展示会である。会場は幕張メッセ。日本最大級の規模を誇り、多くのファンが押し寄せるイベント。略称としてTGSと表記されることがあり、本項もそれに倣う。E3やGamescomと並ぶ世界三大ゲームショウでもある。
前身は1988年に発足された「コンシューマ・ソフト・グループ」(CSG)が行っていた展示会である。

## 概要

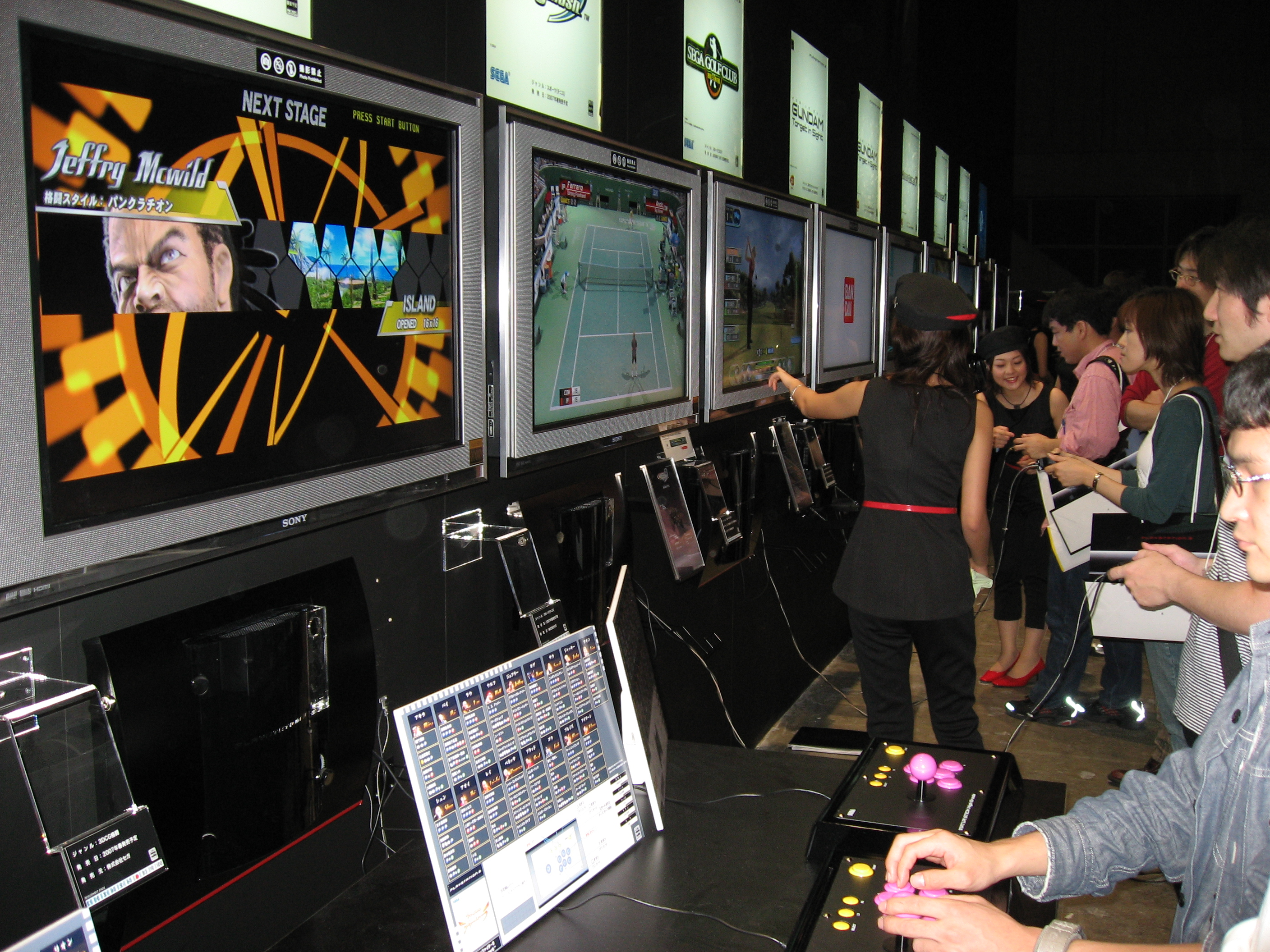
試遊台の様子（ソニー、2006年）

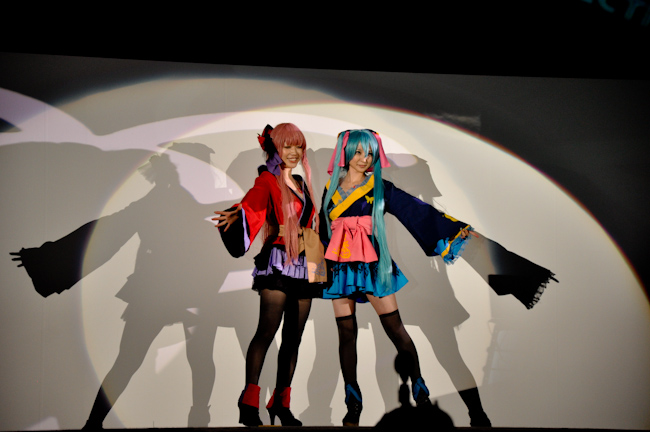
初音ミクと巡音ルカのコスプレ（2011年）

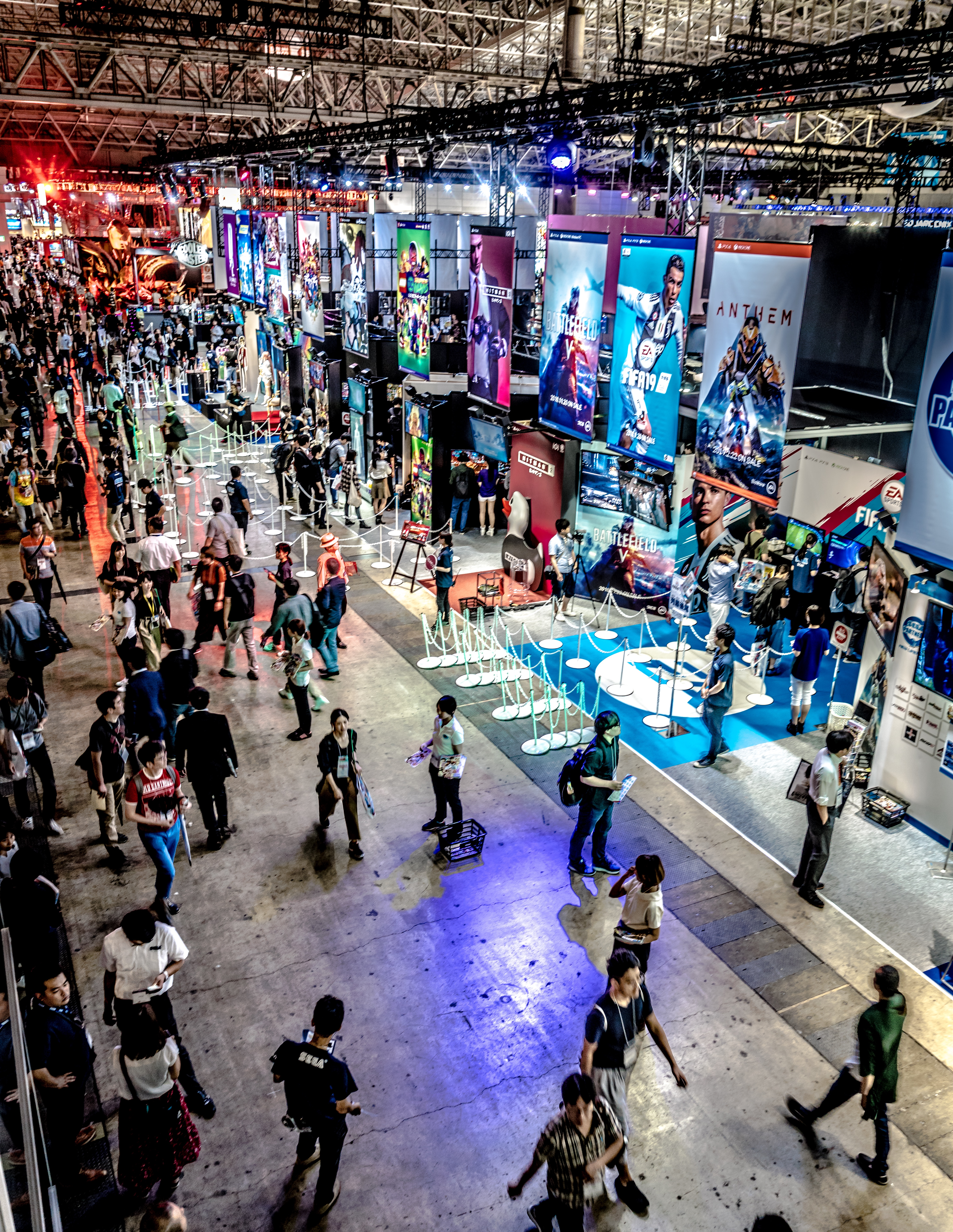
東京ゲームショウ（2018年）

開催から二日間（通常木・金曜日）はビジネスデイとして原則的にゲーム業界関係者、報道関係者、流通関係者のみの公開となる。残りの二日間（通常土・日曜日）は一般公開日として行われている。1996年開催から2020年まで一度も中止されることなく開催されているが、2020年は新型コロナウイルスの影響によって会場での開催が見送られ､オンラインのみでの開催となった｡
本展示会では来場者のコスプレが認められている。
本展示会は1990年代当時、家庭用ゲーム業界で圧倒的なシェアを誇っていた任天堂から独立する形でソフトメーカーなどが中心となって開催を始めたという経緯があった。この様な事情から任天堂は長年に渡り、本展示会とは距離を置いていたが、2003年と2005年は同社社長（当時）の岩田聡が基調講演を行ったり、2018年には前年（2017年）に発売したNintendo Switch向けソフトの展示をサポートするために業界関係者向けの商談スペースではあるが本展示会に出展したことがある。
なお、ビジネスデイと一般来場者向けで出展企業が異なっている場合もあり、ビジネスデイ限定のブースが出展している場合もある。この場合、ゲームそのものでなくゲームを開発するための環境作り、ゲーム開発ツールやゲームエンジン、ミドルウェアなどのブースが出展していることもある。
2010年代以降はゲーム人口の拡大により、電子たばこや家具メーカー、放送局など、ゲーム以外の異業種企業が出展しているケースもある。

## 期日
- 1996年 - 8月の1回（3日間）
- 1997年〜2001年 - 春・秋の年2回（各3日間）
- 2002年〜2006年 - 秋の年1回（3日間）
- 2007年〜 - 秋の年1回（4日間）

### 会場
- 東京ビッグサイト（東京都江東区） - 1996年〜1997年春
- 幕張メッセ（千葉県千葉市） - 1997年秋以降

## 沿革
- 1996年 - 「東京ゲームショウ'96」（第1回）開催。
- 1997年 - 展示内容の増加と来場者多数のため、秋の開催から、会場を東京ビッグサイトから幕張メッセに変更[17][18]。
- 1999年 - 秋の東京ゲームショウより、併催されていた技術説明会がCEDECとして一新された[19]。
- 2002年 - 入場者数と出展者数の伸び悩みから、年1回の開催に変更。
- 2002年 - この年以降は日経BPとの共催に変更[20]。
- 2006年 - 『10周年特別企画』として、ファミコンから現在の最新機種に至るまでのゲームの進化を紹介する「テレビゲームミュージアム」が会場内に特設された[21]。
- 2007年 - 開催期間を4日間に変更[22]。
- 2015年 - 会場をイベントホールを含めた施設全体に拡大。
- 2020年 - 幕張メッセでの開催を中止とし、オンライン開催となる。
- 2021年 - ビジネスデーのみ開催、一般公開は中止。
- 2022年 - 一般公開を再開、ただし小学生以下の入場とコスプレは禁止。
- 2023年 - 入場制限を撤廃し、コスプレを再開。コロナ禍前の開催規模に戻る。

### トピックス
- 2008年、当時の社会状況を見て、一般来場者に対して入場時の手荷物検査を実施することとなった[23]。また、徹夜待ち入場者の排除策として、開始時間まで会場周辺のトイレを封鎖[要出典]。手荷物検査については2018年現在までの開催全てで行われている[24][25]｡
- 2009年は開催当時に新型インフルエンザ（2009年新型インフルエンザの世界的流行）が流行していたため、 感染者は参加を控えるなどの検討を促す告知が行われ、会場内には消毒液が用意されることとなった[26][27]。
- 2011年は、東日本大震災の復興支援としてチャリティーオークションなどが行われたほか、会場各所に義援金用の募金箱が設置された[28][29]。なおチャリティオークションについては2012年以降も継続して行われ､2017年現在では復興支援チャリティーオークション/募金活動として実施されている[30][31][32]｡
- 2016年は、外国人来場者へのサービス向上を目指し、多言語音声翻訳機をテスト導入した。メガホンヤクやタブレット機器を使用し、日本語と英語、中国語、韓国語の4カ国語に対応した翻訳サービスを各インフォメーションブース等で提供した[33]。
- 2017年から、コスプレ撮影の際に、列を切るため等といった特例を除き、囲み撮影を原則禁止とする措置を執ることとなった[34]。
- 2020年は世界規模での新型コロナウイルス感染拡大に伴い、幕張メッセでの開催を中止とし、オンライン上での開催を検討していることを5月8日に発表[35]、9月23日から27日までの開催された「東京ゲームショウ2020 オンライン」の特設会場を、Amazonのサイト上に設置すると7月21日に発表した[36]。
- 2021年も新型コロナウイルス感染拡大の収束が見通せないことや、コロナワクチンの接種が始まったばかりであることから、一般公開を中止しオンラインで実施することが発表された。なお、ビジネスデーについては幕張メッセでリアル開催が行われた[37]。
- 2022年は、3年ぶりに一般公開が行われることとなった。ただし、若年層のコロナワクチン接種状況が不透明のため、安全面を考慮し、小学生以下の入場を禁止することと、コスプレを禁止した。
- 2024年は、前半二日間のビジネスデイにて昨年を大きく上回る来場者数約8万7000人を記録、一般公開日も含めて27万4397人を記録し歴代二位の記録となった。[38][39]。

## 開催実績
| 回数                                                                      | タイトル                       | キャッチフレーズ                                                    | 開催場所                        | 開催期間                | 出展数 | 来場者数  |
| ------------------------------------------------------------------------- | ------------------------------ | ------------------------------------------------------------------- | ------------------------------- | ----------------------- | ------ | --------- |
| 第1回                                                                     | 東京ゲームショウ'96            | ゲームショウでゲームしよう                                          | 東京ビッグサイト                | 1996年8月22日 - 24日    | 87社   | 109,649人 |
| 第2回                                                                     | 東京ゲームショウ'97春          | みんな集まれゲームの新学期！                                        | 東京ビッグサイト                | 1997年4月4日 - 6日      | 104社  | 121,172人 |
| 第3回                                                                     | 東京ゲームショウ'97秋          | The Entertainment of Your Life                                      | 幕張メッセ                      | 1997年9月5日 - 7日      | 104社  | 140,630人 |
| 第4回                                                                     | 東京ゲームショウ'98春          | ゲームは無限のエネルギー。                                          | 幕張メッセ                      | 1998年3月20日 - 22日    | 93社   | 147,913人 |
| 第5回                                                                     | 東京ゲームショウ'98秋          | ゲームパワー、見せてあげる                                          | 幕張メッセ                      | 1998年10月9日 - 11日    | 92社   | 156,455人 |
| 第6回                                                                     | 東京ゲームショウ'99春          | スイッチ・オン！                                                    | 幕張メッセ                      | 1999年3月19日 - 21日    | 82社   | 163,448人 |
| 第7回                                                                     | 東京ゲームショウ'99秋          | Coming Surprise 〜スゴイは、ここから〜                              | 幕張メッセ                      | 1999年9月17日 - 19日    | 74社   | 163,866人 |
| 第8回                                                                     | 東京ゲームショウ2000春         | 東京ゲームショウは2000年バージョンへと進化する                      | 幕張メッセ                      | 2000年3月31日 - 4月2日  | 66社   | 131,708人 |
| 第9回                                                                     | 東京ゲームショウ2000秋         | 生活を楽しむエンターテインメント 〜The Entertainment of Your Life〜 | 幕張メッセ                      | 2000年9月22日 - 24日    | 63社   | 137,400人 |
| 第10回                                                                    | 東京ゲームショウ2001春         | ゲームが開く21世紀エンタテインメント                                | 幕張メッセ                      | 2001年3月30日 - 4月1日  | 53社   | 118,080人 |
| 第11回                                                                    | 東京ゲームショウ2001秋         | Let's Play together 〜さあ一緒に遊ぼう〜                            | 幕張メッセ                      | 2001年10月12日 - 14日   | 53社   | 129,626人 |
| 第12回                                                                    | 東京ゲームショウ2002           | 遊びは人類のDNA。                                                   | 幕張メッセ                      | 2002年9月20日 - 22日    | 85社   | 134,042人 |
| 第13回                                                                    | 東京ゲームショウ2003           | 遊び心が世界を変える                                                | 幕張メッセ                      | 2003年9月26日 - 28日    | 111社  | 150,089人 |
| 第14回                                                                    | 東京ゲームショウ2004           | 最新の感動を、世界のたくさんの人へ                                  | 幕張メッセ                      | 2004年9月24日 - 26日    | 117社  | 160,096人 |
| 第15回                                                                    | 東京ゲームショウ2005           | 最前列で未来を見よう。                                              | 幕張メッセ                      | 2005年9月16日 - 18日    | 131社  | 176,056人 |
| 第16回                                                                    | 東京ゲームショウ2006           | 新興奮。新感動。新時代。                                            | 幕張メッセ                      | 2006年9月22日 - 24日    | 148社  | 192,411人 |
| 第17回                                                                    | 東京ゲームショウ2007           | つながって、ひろがって、世界へ。                                    | 幕張メッセ                      | 2007年9月20日 - 23日    | 217社  | 193,040人 |
| 第18回                                                                    | 東京ゲームショウ2008           | さあ、行こう！ゲームの時間です。                                    | 幕張メッセ                      | 2008年10月9日 - 12日    | 209社  | 194,288人 |
| 第19回                                                                    | 東京ゲームショウ2009           | GAMEは、元気です。                                                  | 幕張メッセ                      | 2009年9月24日 - 27日    | 180社  | 185,030人 |
| 第20回                                                                    | 東京ゲームショウ2010           | GAMEは、新章へ。                                                    | 幕張メッセ                      | 2010年9月16日 - 19日    | 194社  | 207,647人 |
| 第21回                                                                    | 東京ゲームショウ2011           | 心が躍れば、それはGAMEです。                                        | 幕張メッセ                      | 2011年9月15日 - 18日    | 193社  | 222,668人 |
| 第22回                                                                    | 東京ゲームショウ2012           | GAMEで笑顔がつながっていく                                          | 幕張メッセ                      | 2012年9月20日 - 23日    | 209社  | 223,753人 |
| 第23回                                                                    | 東京ゲームショウ2013           | GAMEは進化し続ける                                                  | 幕張メッセ                      | 2013年9月19日 - 22日    | 352社  | 270,197人 |
| 第24回                                                                    | 東京ゲームショウ2014           | GAMEは変わる、遊びを変える。                                        | 幕張メッセ                      | 2014年9月18日 - 21日    | 421社  | 251,832人 |
| 第25回                                                                    | 東京ゲームショウ2015           | もっと自由に、GAMEと遊ぼう。                                        | 幕張メッセ                      | 2015年9月17日 - 20日    | 480社  | 268,446人 |
| 第26回                                                                    | 東京ゲームショウ2016           | エンターテインメントが変わる。未来が変わる。                        | 幕張メッセ                      | 2016年9月15日 - 18日    | 614社  | 271,224人 |
| 第27回                                                                    | 東京ゲームショウ2017           | さあ､現実を越えた体験へ｡                                            | 幕張メッセ                      | 2017年9月21日 - 24日    | 609社  | 254,331人 |
| 第28回                                                                    | 東京ゲームショウ2018           | 新たなステージ、開幕。                                              | 幕張メッセ                      | 2018年9月20日 - 23日    | 668社  | 298,690人 |
| 第29回                                                                    | 東京ゲームショウ2019           | もっとつながる｡もっと楽しいね。                                     | 幕張メッセ                      | 2019年9月12日 - 15日    | 655社  | 262,076人 |
| 第30回                                                                    | 東京ゲームショウ2020オンライン | コロナ禍の未来は、まずゲームにやって来る。                          | 通常開催中止 （オンライン開催） | 2020年9月24日 - 27日    | 427社  | 0人       |
| 第31回                                                                    | 東京ゲームショウ2021オンライン | それでも、僕らにはゲームがある。                                    | 幕張メッセ （ビジネスデーのみ） | 2021年9月30日 - 10月3日 | 339社  | 1,574人   |
| 第32回                                                                    | 東京ゲームショウ2022           | ゲームは、絶対、とまらない。                                        | 幕張メッセ                      | 2022年9月15日 - 18日    | 605社  | 138,192人 |
| 第33回                                                                    | 東京ゲームショウ2023           | ゲームが動く、世界が変わる。                                        | 幕張メッセ                      | 2023年9月21日 - 24日    | 787社  | 243,238人 |
| 第34回                                                                    | 東京ゲームショウ2024           | ゲームで世界に先駆けろ。                                            | 幕張メッセ                      | 2024年9月26日 - 29日    | 985社  | 274,739人 |
| 第35回                                                                    | 東京ゲームショウ2025(予定）    |                                                                     | 幕張メッセ                      | 2025年9月25日 - 28日    |        |           |
| 赤字（最高）・青字（最低） ただし、会場での開催が中止となった2020年は除外 |                                |                                                                     |                                 |                         |        |           |